# Azine (Hydrazin)
| Azine (Hydrazine) |
| --- |
| Allgemeine Strukturformel der Azine (Hydrazin-Derivate) |
| Allgemeine Struktur der Azine (Hydrazinderivate) mit der blau markierten Azin-Gruppe. Die Reste R1 bis R4 können aliphatische, cyclische oder aromatische Gruppen oder auch ein Wasserstoff-Atom sein. |

Azine sind eine Gruppe chemischer Verbindungen, die sich vom Hydrazin ableiten und die man als doppelte Derivate des Hydrazins bezeichnen kann. Azine haben die allgemeine Struktur R1R2C=N–N=CR3R4, mit symmetrischer Anordnung der Reste R1 bis R4. Aldehyde bilden Aldazine, Ketone entsprechend Ketazine. Azine sind polare, meist wenig wasserlösliche Feststoffe. Einige Farbstoffe und Arzneimittel zählen zu den Azinen.

## Bildung
Azine werden gebildet, wenn ein Äquivalent Hydrazin mit zwei Äquivalenten einer Carbonylverbindung (Aldehyde oder Ketone) in einer Kondensationsreaktion unter Austritt von Wasser reagieren.

## Verwendung
Azine werden als Ausgangsstoffe für die Synthese von Heterocyclen (siehe etwa die Piloty-Robinson-Pyrrolsynthese) sowie für die Herstellung von Metallkomplexen eingesetzt. Als UV-Stabilisator für Kunststoffe wurde Benzalazin, das Azin des Benzaldehyds, verwendet.